# Ski alpin aux Jeux olympiques
Après la mise en place des Championnats du monde de ski alpin en 1931 à Mürren, le ski alpin fait son apparition aux Jeux olympiques d'hiver de 1936 à Garmisch-Partenkirchen (Allemagne) où seules les épreuves de combiné sont retenues.
En 1948 sont ajoutées les épreuves de descente et de slalom, tandis que le slalom géant apparaît en 1952. Entre  1952 et 1984 le combiné est supprimé mais réapparaît en 1988 avec l'épreuve de super G. En 2010, le combiné est remplacé par le super-combiné, dans lequel les skieurs n'ont plus qu'une seule manche de slalom à descendre.  En 2018, la compétition par équipes mixtes est ajoutée au programme des épreuves des Jeux de PyeongChang.  L'Autriche est la nation la plus titrée et la plus médaillée de l'histoire du ski alpin aux Jeux olympiques. Les skieurs les plus décorés sont Kjetil Andre Aamodt chez les hommes avec huit médailles dont quatre en or, et Janica Kostelić pour les dames, montée sur six podiums dont quatre fois à la première place.

## Palmarès

### Hommes[1]
| Edition | Descente           | Super-G             | Slalom géant       | Slalom               | Combiné             |
| 1936    |                    |                     |                    |                      | Franz Pfnür         |
| 1948    | Henri Oreiller     |                     |                    | Edi Reinalter        | Henri Oreiller      |
| 1952    | Zeno Colò          |                     | Stein Eriksen      | Othmar Schneider     |                     |
| 1956    | Anton Sailer       |                     | Anton Sailer       | Anton Sailer         |                     |
| 1960    | Jean Vuarnet       |                     | Roger Staub        | Ernst Hinterseer     |                     |
| 1964    | Egon Zimmermann    |                     | François Bonlieu   | Josef Stiegler       |                     |
| 1968    | Jean-Claude Killy  |                     | Jean-Claude Killy  | Jean-Claude Killy    |                     |
| 1972    | Bernhard Russi     |                     | Gustavo Thöni      | Francisco F. Ochoa   |                     |
| 1976    | Franz Klammer      |                     | Heini Hemmi        | Piero Gros           |                     |
| 1980    | Leonhard Stock     |                     | Ingemar Stenmark   | Ingemar Stenmark     |                     |
| 1984    | Bill Johnson       |                     | Max Julen          | Phil Mahre           |                     |
| 1988    | Pirmin Zurbriggen  | Franck Piccard      | Alberto Tomba      | Alberto Tomba        | Hubert Strolz       |
| 1992    | Patrick Ortlieb    | Kjetil-André Aamodt | Alberto Tomba      | Finn Christian Jagge | Josef Polig         |
| 1994    | Tommy Moe          | Markus Wasmeier     | Markus Wasmeier    | Thomas Stangassinger | Lasse Kjus          |
| 1998    | Jean-Luc Crétier   | Hermann Maier       | Hermann Maier      | Hans Petter Buraas   | Mario Reiter        |
| 2002    | Fritz Strobl       | Kjetil André Aamodt | Stephan Eberharter | Jean-Pierre Vidal    | Kjetil André Aamodt |
| 2006    | Antoine Dénériaz   | Kjetil André Aamodt | Benjamin Raich     | Benjamin Raich       | Ted Ligety          |
| 2010    | Didier Défago      | Aksel Lund Svindal  | Carlo Janka        | Giuliano Razzoli     | Bode Miller         |
| 2014    | Matthias Mayer     | Kjetil Jansrud      | Ted Ligety         | Mario Matt           | Sandro Viletta      |
| 2018    | Aksel Lund Svindal | Matthias Mayer      | Marcel Hirscher    | André Myhrer         | Marcel Hirscher     |
| 2022    | Beat Feuz          | Matthias Mayer      | Marco Odermatt     | Clément Noël         | Johannes Strolz     |

### Femmes[2]
| Edition | Descente                  | Super-G              | Slalom géant        | Slalom              | Combiné           |
| 1936    |                           |                      |                     |                     | Christl Cranz     |
| 1948    | Hedy Schlunegger          |                      |                     | Gretchen Fraser     | Trude Beiser      |
| 1952    | Trude Beiser              |                      | Andrea Mead         | Andrea Mead         |                   |
| 1956    | Madeleine Berthod         |                      | Ossi Reichert       | Renée Colliard      |                   |
| 1960    | Heidi Biebl               |                      | Yvonne Rüegg        | Anne Heggtveit      |                   |
| 1964    | Christl Haas              |                      | Marielle Goitschel  | Christine Goitschel |                   |
| 1968    | Olga Pall                 |                      | Nancy Greene        | Marielle Goitschel  |                   |
| 1972    | Marie-Theres Nadig        |                      | Marie-Theres Nadig  | Barbara Cochran     |                   |
| 1976    | Rosi Mittermaier          |                      | Kathy Kreiner       | Rosi Mittermaier    |                   |
| 1980    | Annemarie Moser-Pröll     |                      | Hanni Wenzel        | Hanni Wenzel        |                   |
| 1984    | Michela Figini            |                      | Debbie Armstrong    | Paoletta Magoni     |                   |
| 1988    | Marina Kiehl              | Sigrid Wolf          | Vreni Schneider     | Vreni Schneider     | Anita Wachter     |
| 1992    | Kerrin Lee-Gartner        | Deborah Compagnoni   | Pernilla Wiberg     | Petra Kronberger    | Petra Kronberger  |
| 1994    | Katja Seizinger           | Diann Roffe          | Deborah Compagnoni  | Vreni Schneider     | Pernilla Wiberg   |
| 1998    | Katja Seizinger           | Picabo Street        | Deborah Compagnoni  | Hilde Gerg          | Katja Seizinger   |
| 2002    | Carole Montillet          | Daniela Ceccarelli   | Janica Kostelić     | Janica Kostelić     | Janica Kostelić   |
| 2006    | Michaela Dorfmeister      | Michaela Dorfmeister | Julia Mancuso       | Anja Pärson         | Janica Kostelić   |
| 2010    | Lindsey Vonn              | Andrea Fischbacher   | Viktoria Rebensburg | Maria Höfl-Riesch   | Maria Höfl-Riesch |
| 2014    | Tina Maze Dominique Gisin | Anna Fenninger       | Tina Maze           | Mikaela Shiffrin    | Maria Höfl-Riesch |
| 2018    | Sofia Goggia              | Ester Ledecká        | Mikaela Shiffrin    | Frida Hansdotter    | Michelle Gisin    |
| 2022    | Corinne Suter             | Lara Gut-Behrami     | Sara Hector         | Petra Vlhová        | Michelle Gisin    |

### Mixte
| Edition | Géant parallèle par équipes |
| 2018    | Suisse                      |
| 2022    | Autriche                    |

## Skieurs les plus titrés
Les skieurs ayant remporté au moins deux titres olympiques :
| Rang | Nation              | Or | Argent | Bronze | Total |
| ---- | ------------------- | -- | ------ | ------ | ----- |
| 1    | Kjetil André Aamodt | 4  | 2      | 2      | 8     |
| 2    | Alberto Tomba       | 3  | 2      | -      | 5     |
| 3    | Matthias Mayer      | 3  | -      | 1      | 4     |
| 4    | Jean-Claude Killy   | 3  | -      | -      | 3     |
| 5    | Toni Sailer         | 3  | -      | -      | 3     |
| 6    | Hermann Maier       | 2  | 1      | 1      | 4     |
| 7    | Aksel Lund Svindal  | 2  | 1      | 1      | 4     |
| 8    | Marcel Hirscher     | 2  | 1      | -      | 3     |
| 9    | Benjamin Raich      | 2  | -      | 2      | 4     |
| 10   | Henri Oreiller      | 2  | -      | 1      | 3     |
| 11   | Ingemar Stenmark    | 2  | -      | 1      | 3     |
| 12   | Ted Ligety          | 2  | -      | -      | 2     |
| 12   | Markus Wasmeier     | 2  | -      | -      | 2     |

Les skieuses ayant remporté au moins deux titres olympiques :
| Rang | Nation               | Or | Argent | Bronze | Total |
| ---- | -------------------- | -- | ------ | ------ | ----- |
| 1    | Janica Kostelić      | 4  | 2      | 0      | 6     |
| 2    | Vreni Schneider      | 3  | 1      | 1      | 5     |
| 3    | Katja Seizinger      | 3  | -      | 2      | 5     |
| 4    | Maria Höfl-Riesch    | 3  | 1      | -      | 4     |
| 4    | Deborah Compagnoni   | 3  | 1      | -      | 4     |
| 6    | Tina Maze            | 2  | 2      | -      | 4     |
| 7    | Hanni Wenzel         | 2  | 1      | 1      | 4     |
| 8    | Mikaela Shiffrin     | 2  | 1      | -      | 3     |
| 8    | Marielle Goitschel   | 2  | 1      | -      | 3     |
| 8    | Michaela Dorfmeister | 2  | 1      | -      | 3     |
| 11   | Marie-Theres Nadig   | 2  | -      | 1      | 3     |
| 11   | Michelle Gisin       | 2  | -      | 1      | 3     |
| 12   | Petra Kronberger     | 2  | -      | -      | 2     |

## Tableau des médailles
Le tableau ci-dessous présente le bilan, par nations, des médailles obtenues en ski alpin lors des Jeux olympiques d'hiver, de 1936 à 2022. Le rang est obtenu par le décompte des médailles d'or, puis en cas d'ex æquo, des médailles d'argent, puis de bronze.
| Rang  | Nation                     | Or  | Argent | Bronze | Total |
| ----- | -------------------------- | --- | ------ | ------ | ----- |
| 1     | Autriche                   | 40  | 44     | 44     | 128   |
| 2     | Suisse                     | 27  | 23     | 25     | 75    |
| 3     | États-Unis                 | 17  | 21     | 10     | 48    |
| 4     | France                     | 16  | 17     | 18     | 51    |
| 5     | Italie                     | 14  | 11     | 11     | 36    |
| 6     | Allemagne                  | 12  | 8      | 7      | 27    |
| 7     | Norvège                    | 11  | 14     | 15     | 40    |
| 8     | Suède                      | 8   | 2      | 9      | 19    |
| 9     | Croatie                    | 4   | 6      | 0      | 10    |
| 10    | Canada                     | 4   | 1      | 7      | 12    |
| 11    | Allemagne de l'Ouest       | 3   | 5      | 1      | 9     |
| 12    | Slovénie                   | 2   | 3      | 3      | 8     |
| 13    | Liechtenstein              | 2   | 2      | 6      | 10    |
| 14    | Équipe unifiée d'Allemagne | 2   | 1      | 2      | 5     |
| 15    | Espagne                    | 1   | 0      | 1      | 2     |
| 15    | République tchèque         | 1   | 0      | 1      | 2     |
| 17    | Slovaquie                  | 1   | 0      | 0      | 1     |
| 18    | Luxembourg                 | 0   | 2      | 0      | 2     |
| 18    | Yougoslavie                | 0   | 2      | 0      | 2     |
| 20    | Finlande                   | 0   | 1      | 0      | 1     |
| 20    | Japon                      | 0   | 1      | 0      | 1     |
| 20    | Nouvelle-Zélande           | 0   | 1      | 0      | 1     |
| 20    | Russie                     | 0   | 1      | 0      | 1     |
| 24    | Australie                  | 0   | 0      | 1      | 1     |
| 24    | Tchécoslovaquie            | 0   | 0      | 1      | 1     |
| 24    | Union soviétique           | 0   | 0      | 1      | 1     |
| Total | Total                      | 165 | 166    | 163    | 494   |

## Records âge
- Plus jeune vainqueur :
  - Hommes : Toni Sailer (20 ans) en 1956 en  descente.
  - Femmes : Michela Figini (17 ans) en 1984 en descente.
- Médaillée d'or la plus âgée 
  - Michaela Dorfmeister (32 ans) en 2006 en  super-G.
- Plus jeune médaillée 
  - Traudl Hecher (16 ans) bronze en descente en 1960.
- Plus vieux médaillé 
  - Johan Clarey (41 ans) argent en descente en 2022.